# Пуртов, Михаил Николаевич
Михаил Николаевич Пуртов (15 ноября 1923 — 11 января 1985) — передовик советского сельского хозяйства, звеньевой колхоза «Путь к коммунизму» Сретенского района Читинской области, Герой Социалистического Труда (1971).

## Биография
Родился в 1923 году в селе Нижняя Алия, Сретенского района Забайкальского края, в русской крестьянской семье.
Окончив курсы тракториста, в 1938 году трудоустроился в местный колхоз «Путь к коммунизму» трактористом.
Был мобилизован в Красную Армию. Участник Великой Отечественной войны. Участник обороны Сталинграда. В августе 1942 года принимал участие в операции на Волге в составе 321-й стрелковой дивизии. Получил тяжёлое ранение. После излечения был комиссован. В 1944 году вернулся к работе в колхозе. Стал работать звеньевым полеводом.
В конце 1940-х годов проявил жест доброй воли и освободил свой дом под размещение медицинского учреждения. По итогам работы в 5-й пятилетки был представлен к первому Ордену Ленина.
Наибольшего производственного успеха добился в качестве звеньевого полевода в восьмой пятилетки.
Указом Президиума Верховного Совета СССР от 8 апреля 1971 года за достижение высоких показателей в производстве продукции сельского хозяйства и высокие урожаи Михаилу Николаевичу Пуртову было присвоено звание Героя Социалистического Труда с вручением ордена Ленина и медали «Серп и Молот».
Трудился в колхозе до выхода на заслуженный отдых. Избирался депутатом Верховного Совета СССР 8-го созыва.
Проживал в родном селе. Умер 11 января 1985 года.

## Награды
За трудовые и боевые успехи был удостоен:
- золотая звезда «Серп и Молот» (08.04.1971)
- два ордена Ленина (14.12.1957, 08.04.1971)
- Орден Октябрьской Революции (11.12.1973)
- Орден Трудового Красного Знамени (23.06.1966)
- Медаль «За отвагу» (СССР) (20.04.1943)
- Медаль «За оборону Сталинграда» (22.12.1942)
- другие медали.